# فرودگاه تامچاکت
فرودگاه تامچاکت (به انگلیسی: Tamchakett Airport) یک فرودگاه همگانی با کد یاتا THT است . این فرودگاه در کشور موریتانی قرار دارد .